# 普仁乡
普仁乡，是中华人民共和国四川省乐山市市中区曾经下辖的一个乡。2019年12月，撤销普仁乡，将其所属行政区域划归青平镇管辖。

## 行政区划
普仁乡撤销前下辖以下地区：
普兴场社区、普仁村、陈桥村、社峰村和鹤桥村。